# Franckowa Buda
Franckowa Buda est une localité polonaise de la voïvodie de Podlachie et du powiat de Sokółka.